# Gran bólido diurno de 1972
El 10 de agosto de 1972, observándose sobre las montañas Grand Teton – en Wyoming, Estados Unidos –, se registró el ingreso a la atmósfera del meteoroide posteriormente denominado US19720810. Penetró la atmósfera por unos 101 segundos y, debido a que el suceso ocurrió a plena luz del día (eran las 14:30 horas en EE.UU, o las 20:29 horas UTC), se lo conoce como “El Gran Bólido Diurno de 1972” (en inglés: “The Great Daylight 1972 Fireball”). Se trató del primer evento de esta naturaleza – ingreso de un meteoro rasante – que fue documentado con instrumentos científicos y, hasta ahora, también el registrado con mayor duración. Ocasionalmente es mencionado como el avistamiento más cercano de un meteoroide jamás alcanzado.

## Registro del evento
Debido a la ubicación geográfica del suceso – una con gran concurrencia de turistas – se cuenta con numerosos testigos así como también con registros fotográficos y fílmicos. Entre ellos se halla la filmación de Linda Baker, quien en aquel entonces se situaba en el Lago Jackson (Wyoming), llevando consigo una cámara de 8 mm. Con ella logró captar al bólido atravesando las Montañas Rocallosas en dirección norte desde el sudoeste (desde Utah, EE. UU., a Alberta, Canadá).
Al suceder de día, se registró al meteoro con un brillo mucho menor al que hubiera tenido de haber pasado por la noche. Esto permite apreciar la magnitud del fenómeno: el bólido fue tan brillante que pudo ser observado a simple vista y a plena luz del día.
Uno de los testigos del evento, hallado en Missoula, Montana, vio el objeto pasar directamente sobre su cabeza oyendo al tiempo un estampido sónico doble (tratábase del estruendo llamado "boom sónico"). 
En la fotografía de James M. Baker (arriba a la derecha) puede observarse de forma clara la estela dejada por el objeto celeste a su paso.
Existe el registro de un satélite de la Fuerza Aérea de los EE. UU., el cual, mediante radiometría de infrarrojos, midió la alteración que el paso del meteoro produjo en la atmósfera.

## Características físicas
Gracias a todos estos registros, se ha calculado que tenía un tamaño comprendido entre los 2 m y los 8 m de diámetro (comparable al de un gran cascote o a un auto pequeño según sea el caso). Se halló desde a unos 160 km a no menos de 58 km de la atmósfera terrestre, viajando a una velocidad de 14.700 metros por segundo (o lo que es igual, a unos 52.000 kilómetros por hora). Teniendo presente la estimación más grande de su tamaño, su peso habría sido de 6.000 toneladas, poseyendo además una densidad similar a la del hierro.
A la fecha se manejan dos posibles explicaciones sobre la naturaleza del objeto. Por un lado habría sido un cometa hecho de hielo o pedregoso y por lo tanto poseedor de una densidad mucho mayor que la de los asteroides. Por otro lado, también es identificado como un asteroide apolo en una órbita terrestre de cruce.
En 1994, el astrónomo checo Zdeněk Ceplecha volvió a analizar los datos sugiriendo consecuentemente que el pasaje habría reducido la masa del meteoro alrededor de un tercio o la mitad.
De acuerdo a cálculos más recientes hechos por Martin Connors (Universidad de Alberta, Canadá), el cuerpo del que hablamos tiene una órbita de 1.79 años la cual lo trae de vuelta a las proximidades de la Tierra por algún tiempo entre julio y agosto.

## Estimaciones sobre un hipotético impacto
Entrando ya en el plano de la especulación, y teniendo a la vista todos los datos mencionados, se puede afirmar que, en caso de haber impactado contra la Tierra, habría provocado una explosión estimada entre los 0,7 y 2 kilotones, formando así un cráter de unos 200 m a 500 m de diámetro .
Efectivamente, debido a las características físicas descritas, debió haber impactado. Pero cuando se encontraba a los ya indicados 58 km (35 millas o 185.000 pies de altura) de la superficie terrestre (equiparable esto a unas 5 veces la altura a la que vuela un avión comercial), considerando su velocidad de entrada de 14,7 km/seg, y dado el alto calor provocado por la fricción, la masa del meteoro comenzó a incendiarse de tal manera que fue alterando su forma. Dicha deformación la habría moldeado aerodinámicamente alterando de este modo su trayectoria (cambió su inclinación orbital de unos 15º a 8º) y, consecuentemente, su punto de impacto, desviándose a medida que entraba en las capas más densas de la atmósfera, haciéndolo de manera horizontal y gradual hasta que finalmente se perdió de nuevo en el espacio. El fenómeno es comparable a la trayectoria que realiza una piedra aplanada que rebota sobre la superficie del agua (lo que popularmente se llama “hacer la rana”). 
A estos tipos de meteoroides se los conoce con el nombre de “meteoros rasantes”. Son aquellos que entran en la atmósfera terrestre con un grado mínimo de inclinación (de canto), atravesando únicamente las capas más superficiales y menos densas de la atmósfera. En ocasiones los meteoros rasantes vuelven al espacio (como en este caso) sin llegar a desintegrarse por completo o impactar sobre la tierra.